# سدار مسا

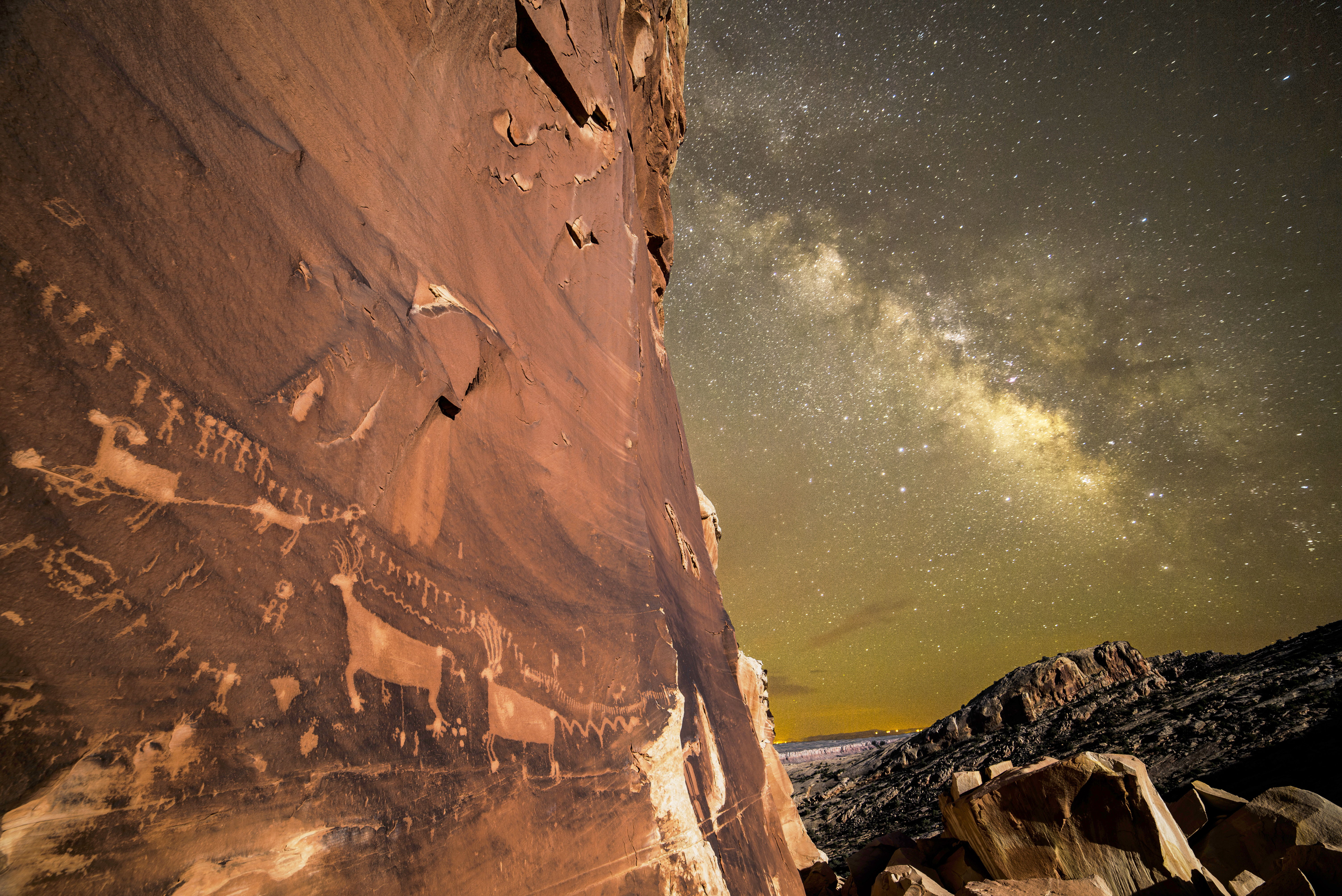
نگاره‌ای از سنگ‌نگاره‌های ۱۲۰۰ سالهٔ فلات سِدار مِسا در سان خوان در بخش جنوب شرقی ایالت یوتا.

سِدار مِسا (انگلیسی: Cedar Mesa) یک فلات در  سان خوان در بخش جنوب شرقی ایالت یوتااست. این جاده از الک‌ریج، یوتادر شمال، به دره شستشوی شانه تا شرق و تنگه رودخانه سن خوان  به سمت جنوب، و گراند گاچ به سمت غرب، به یک منطقه بیش‌از حد گسترش یافته. این تپه در محدوده ۳۷ درجه سانتی گراد و ۱۰۹ ° ۵۵ و در منطقه مرتفع قرار دادر. مناطق اطراف تپه سِدار مِسا در سال ۲۰۱۶ معرفی شد.

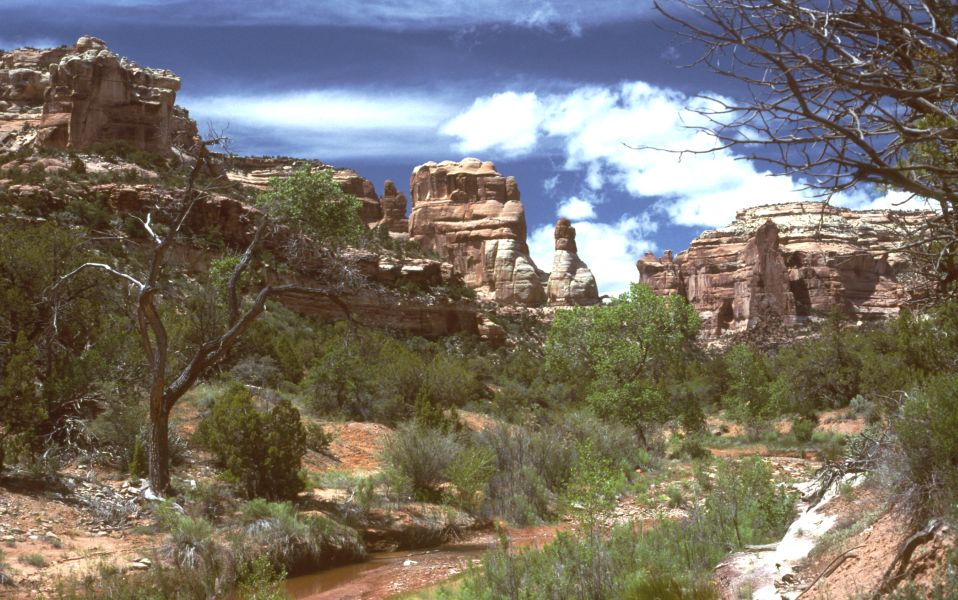
دره آرک کانیون، یوتا

به طرف جنوب شرقی، یک منطقه فرساینده ای به نام دره خدایان است، و در جهت جنوب غربی یک دره عمیق از رودخانه سن خوان است به نام گوسن‌کس نامیده می‌شود. بالای دره، در لبه جنوبی سِدار مِسا، نقاط مولی و سدار قرار دارد.

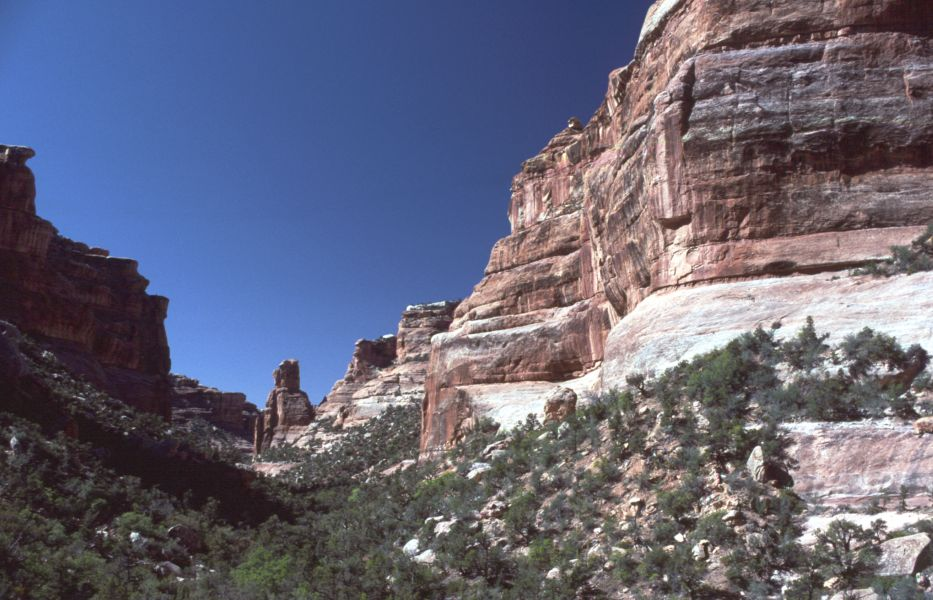
اسلیک هورن، کانیون, یوتا

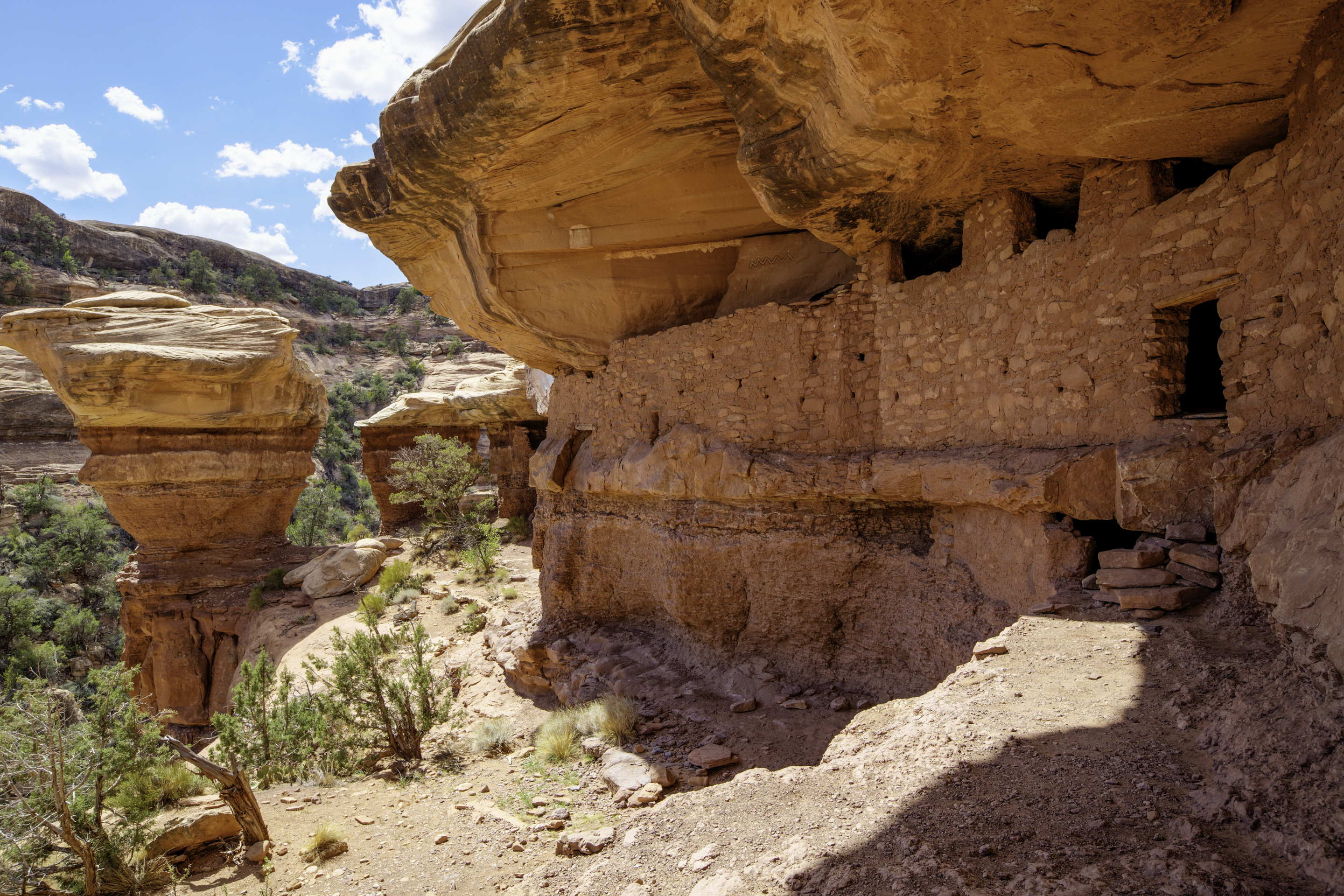
خانه ماه روین, سدار مسا

به سمت غرب سدار مسا شامل کانیون‌های بزرگ، از جمله جان کانیون و اسلیک هورن، و ترکیبی از دره گرند گاچ و گلوله کانیون شناخته شده به که اسم اولیه دره گاچ است. اما از شمال غربی، سدار مسا به پل طبیعی ملی، آرامگاه و کمان محرک قرار دارد.
شاهراه ایالتی ۹۵ از قسمت شمالی سدار مسا عبور می‌کند، در حالی که شاهراه اتوبان ۱۶۳ ایالات متحده به سمت جنوب می‌رود؛ و در مرکز مسا شاهراه ایالتی ۲۶۱ قرار دارد. جاده‌های شوسه و کثیف امکان رسیدن هوای خشک را از طریق دره خدایان و دره شستشوی شانه به تک تک کانیون‌ها فراهم می‌کند.